# Leucochrysa arizonica
Leucochrysa arizonica är en insektsart som först beskrevs av Banks 1906.  Leucochrysa arizonica ingår i släktet Leucochrysa och familjen guldögonsländor. Inga underarter finns listade i Catalogue of Life.